# Паркер, Шерелл
Шерелл Паркер (англ. Cherelle Parker; род. 9 сентября 1972, Маунт-Эри, Пенсильвания) — американская государственная и политическая деятельница. С 2024 года является мэром Филадельфии. Стала первой женщиной, занявшей эту должность.
С 2005 по 2015 год работала в Палате представителей Пенсильвании, представляя 200-й округ северо-западной Филадельфии. В 2015 году была избрана от девятого округа в городской совет Филадельфии и переизбрана в 2019 году, занимая пост лидера большинства с 2020 по 2022 год. В сентябре 2022 года ушла из городского совета и объявила о выдвижении своей кандидатуры на выборах мэра Филадельфии 2023 года. В мае 2023 года выиграла на праймериз Демократической партии, а затем одержала победу над республиканцем Дэвида Охом на выборах мэра в ноябре.

## Ранний период жизни и образование
Родилась в районе Маунт-Эри на северо-западе Филадельфии у незамужней матери-подростка. Мать умерла, когда ей было 11 лет, воспитывалась бабушкой-домработницей и дедушкой, инвалидом-ветераном ВМС США, которые выросли на Юге.
В 1990 году, будучи старшеклассницей в старшей школе Парквэй, выиграла общегородской конкурс ораторов. Победив в конкурсе, получила денежный приз, поездку в Сенегал и Марокко, а также была представлена  члену городского совета Филадельфии Мэриан Таско, которая наняла Паркер в качестве стажера.
В 1994 году окончила Университет Линкольна.

## Карьера
После окончания Университета Линкольна некоторое время работала учителем английского языка в средней школе в Плезантвилле, штат Нью-Джерси, а затем вернулась в офис Мэриан Таско в 1995 году, где выполняла различные функции в течение десятилетия.
В 2005 году баллотировалась на дополнительных выборах в Палату представителей Пенсильвании, чтобы занять вакантное место, освобожденное ЛиАнной Вашингтон после того, как та была избрана в Сенат Пенсильвании. Победила на выборах и стала самой молодой чернокожей женщиной, когда-либо избранной в Генеральную ассамблею Пенсильвании. Оставалась на этой должности десять лет и в течение пяти лет была председателем делегации Филадельфии. В Палате представителей Пенсильвании поддержала «Пакет налоговой справедливости Филадельфии», новый и специальный налог на покупку сигарет, и Акт 75, который в 2012 году внёс поправки в закон штата, чтобы разрешить экспертные показания в случаях сексуального насилия.
В 2015 году Мэриан Таско ушла из городского совета Филадельфии и назвала Паркер своей преемницей. Её кандидатуру поддержала Демократическая партия. Будучи членом городского совета Филадельфии, она возглавила принятие программы «Philly First Home», которая помогает покупателям жилья вносить первоначальные взносы и завершать расходы при покупке дома.
В январе 2020 года одержала победу над Бобби Хеноном и стал лидером большинства демократов в городском совете. В феврале 2021 года была избран председателем правления Delaware River Port Authority.

## Выборы мэра Филадельфии 2023 года

### Праймериз

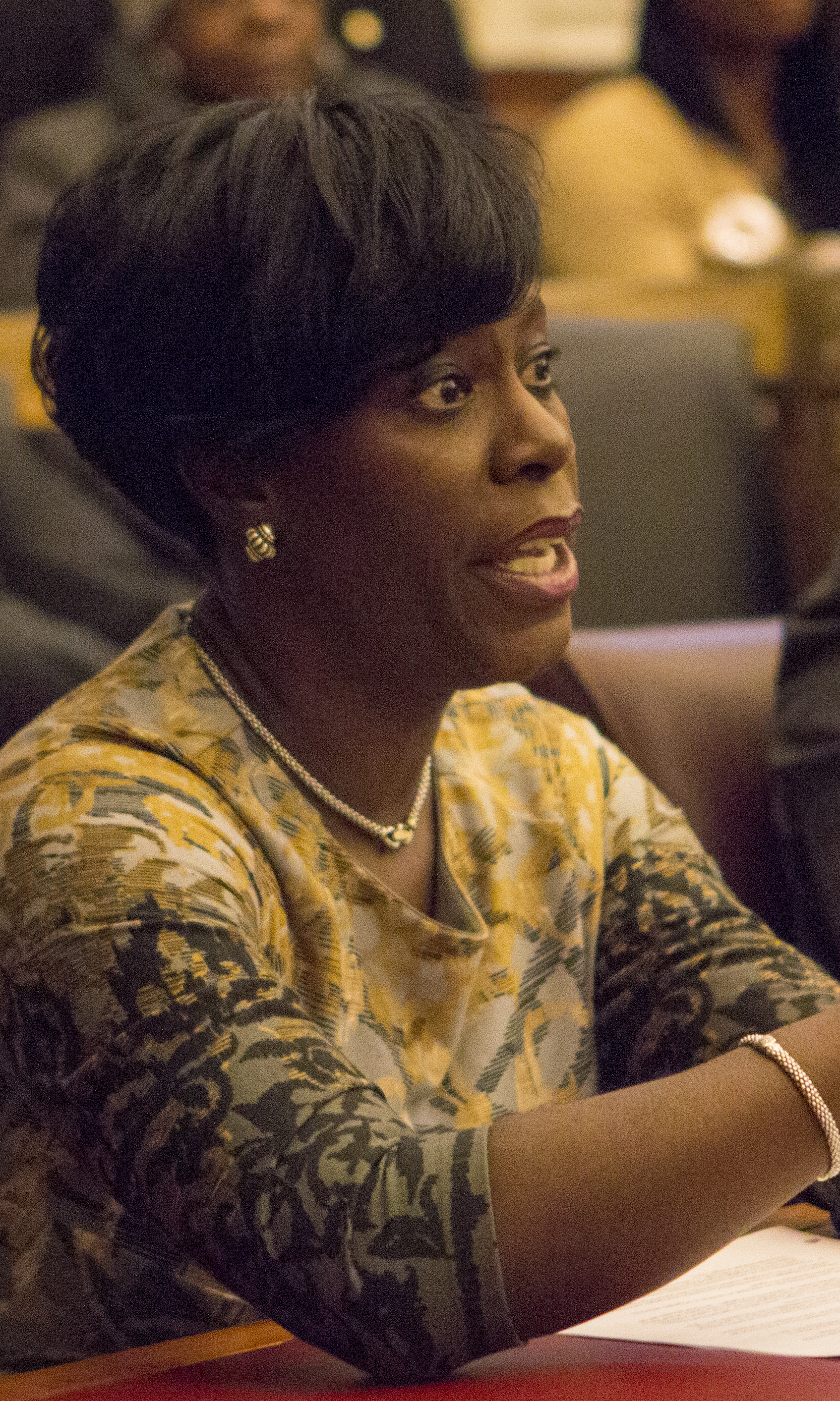
Шерелл Паркер в 2016 году

7 сентября 2022 года вышла из состава городского совета и объявила о выдвижении своей кандидатуры на должность мэра Филадельфии на выборах 2023 года. После своей отставки зарегистрировалась в качестве лоббиста в Пенсильвании и защищала Сады Лонгвуд и Колледж искусства и дизайна Мура в качестве клиентов.
В ходе предварительных выборов мэра баллотировалась как умеренный демократ по сравнению с более прогрессивными кандидатами. Её кампания была сосредоточена на борьбе с преступностью и общественной безопасности, пообещала нанять 300 новых полицейских и выступила против создания контролируемого пункта для приема героина и других инъекционных наркотиков в Филадельфии.
Будучи членом городского совета Филадельфии, выступала против полицейской тактики «остановки и обыска», также известной как «стоп Терри». Но во время кампании за должность мэра она изменила свою позицию, заявив: «„стоп Терри“ — это то, что я всем сердцем принимаю как законный инструмент, необходимый правоохранительным органам, чтобы сделать общественную безопасность нашего города главным приоритетом».
Опрос перед праймериз мэра показал, что она статистически сравнялась с бывшим членом городского совета Филадельфии Ребеккой Райнхарт и отставала от Хелен Джим, другим бывшим членом городского совета Филадельфии. Была поддержана несколькими профсоюзами и членами политического истеблишмента города, включая бывших кандидатов на должность мэра: Марию Киньонес-Санчес и Дерека Грина. Отставала по сбору средств от большинства основных кандидатов. Отчёты о финансировании кампании показали, что она и Райнхарт были единственными двумя кандидатами, которые собрали большую часть своих средств от взносов жителей Филадельфии.
16 мая 2023 года была объявлена победителем праймериз Демократической партии, получив 32,6 % голосов и победив своего ближайшего соперника на 10 % благодаря сильной поддержке у чернокожих и малообеспеченных жителей города.

### Всеобщие выборы
В 2023 году конкурировала с республиканским членом городского совета Дэвидом Охом на всеобщих выборах.
В течение почти месяца после выигрыша на праймериз Демократической партии не вела предвыборную кампанию, ссылаясь на осложнения от ранее проведенной процедуры лечения корневых каналов зубов. Даже после выздоровления она отказалась от дебатов с Дэвидом Охом, заявив, что имеет преимущество избирателей 7 к 1, и это было бы пустой тратой ресурсов кампании. Дженнифер Стефано из The Philadelphia Inquirer назвала решение Паркер не проводить дебаты с конкурентом «трампесским» и «опасным для нашей демократии». На пяти выборах мэра с 2003 года республиканцы ни разу не набирали более 21,7 % голосов, но между кандидатами от республиканцев и демократов всегда были дебаты. Президент и генеральный директор «Комитета семидесяти» Лорен Кристелла также раскритиковала отказ Паркер от дебатов с конкурентом, заявив, что это был первый случай за 24 года без дебатов между двумя кандидатами на должность мэра на выборах в городе.
Согласилась принять участие в совместном интервью с конкурентом в музее Please Touch, где они отвечали на вопросы детей, касающиеся их видения Филадельфии. Шерелл Паркер сказала, что она хочет видеть Филадельфию «самым безопасным, чистым и зелёным крупным городом в стране, с экономическими возможностями для всех». Вскоре после этого изменила свою позицию по дебатам с Охом и согласилась принять участие в них 26 октября в радиопрограмме Morning News в Филадельфии. По состоянию на 27 сентября собрала только 875 000 долларов США дополнительных пожертвований на кампанию по сравнению с 2,2 млн долларов США, собранными во время предварительных выборов, но она потратила примерно вдвое больше, чем конкурент, который собрал в общей сложности 467 000 долларов США.
Одержала победу на выборах мэра, набрав 75 % голосов избирателей. Срок её полномочий на должности мэра начался в полночь 1 января 2024 года, однако официальная присяга была принята 2 января, поскольку инаугурация была отложена на один день, чтобы избежать конфликта с «Парадом ряженых» — ежегодной новогодней традицией в Филадельфии.

## Мэр Филадельфии
В отличие от своих предшественников, переходная команда не спешила назначать руководителей для большинства городских агентств, оставив некоторые департаменты без постоянного руководства более месяца после начала полномочий мэра, в то время как другие сохранили руководство из администрации Джима Кенни.
Администрация Шерелл Паркер проводила свою политику в отношении СМИ, чтобы все публичные заявления были одобрены Управлением по коммуникациям мэра, что вызвало критику со стороны многих отделений Свободной библиотеки Филадельфии, которые накануне предупредили, что она не позволит отделениям оперативно общаться с посетителями о программах и незапланированных закрытиях. Сотрудники также высказали опасения, что подобная политика может быть использована для цензуры печатного и цифрового контента. После общественного возмущения данная политика была отменена.
Распорядилась вернуться к полной занятости, очной работе для городских служащих в марте 2024 года.

### Первый бюджет
14 марта 2024 года опубликовала свой проект городского бюджета на 2024—2025 финансовый год. В бюджетном плане предлагалось увеличить финансирование полиции, уборки и озеленения города, а также увеличить долю школьного округа Филадельфии в налоге на недвижимость. В отличие от предыдущих мэров, первый проект бюджета не включал в себя крупный, потенциально спорный приоритет расходов. Предполагается, что мэрия получит самое большое увеличение финансирования среди всех городских департаментов: её бюджет вырастет на 151 %, а непосредственный персонал мэра увеличится с 39 до 113 должностей. Предложила сократить на 1 миллион долларов США финансирование Prevention Point, организации по снижению вреда и обмену шприцев, которая работает в Кенсингтоне. Это предложение подверглось критике со стороны врачей и исследователей общественного здравоохранения, а директор по вопросам здравоохранения города заявил, что это приведет к резкому росту случаев ВИЧ среди потребителей наркотиков. Предлагаемый бюджет сократит финансирование Vision Zero, инициативы по прекращению смертности в результате дорожно-транспортных происшествий, и не выделит финансирование, необходимое жилищному управлению Филадельфии для развития участка таунхаусов.

### Общественная безопасность
11 апреля 2024 года посетила Кенсингтон, чтобы отметить 100-й день своего пребывания в должности, и представила свой план общественной безопасности для района и города в целом.

## Политические позиции

### Образование
В 2023 году поддержала открытие школ на более длительный срок и обязательное круглогодичное обучение, заявив, что «дети больше не работают на фермах летом». Предложила запустить пилотную программу и увеличить распределение налогов на недвижимость, которые идут в школьный округ Филадельфии, с 55 % до 58 %, чтобы компенсировать возросшие расходы на кондиционирование воздуха, связанные с более длительными часами работы в течение учебного года.

### Общественная безопасность
Позиция Паркер характеризуется как «жесткая в отношении преступности». Выступает против контролируемых инъекционных станций. Поддержала «стоп Терри», также известный как «конституционные остановки и обыски», в своей кампании по выборам мэра после того, как ранее боролась за их отмену в городском совете Филадельфии, называя их неконституционными и дискриминационными. В статье 2022 года для The Philadelphia Inquirer пообещала нанять 300 дополнительных полицейских.

## Личная жизнь
В 2010 году вышла замуж за Бена Маллинза, лидера «Международного братства электротехников». Живут в районе Маунт-Эйри в Филадельфии и имеют сына Лэнгстона, которого назвали в честь Лэнгстона Хьюза.
В 2011 году была арестована за вождение в состоянии алкогольного опьянения после того, как её остановили за движение в противоположную сторону на односторонней улице. Была признана виновной и впоследствии проиграла апелляцию в 2015 году и была приговорена к трём дням тюремного заключения, штрафу в размере 1000 долларов США и лишению водительских прав на один год.